# Мыза (Коми)
Мыза (коми Мыза) — деревня в Усть-Цилемском районе Республики Коми России. Входит в состав сельского поселения Уег.

## История
По состоянию на 1920 год, в деревне имелось 12 дворов и проживало 65 человек (29 мужчин и 36 женщин). В административном отношении деревня входила в состав Устьцилемского общества Устьцилемской волости Печорского уезда.

## География
Деревня находится в северо-западной части Республики Коми, на правом берегу протоки Пута реки Печоры, на расстоянии примерно 26 километров (по прямой) к северо-северо-западу (NNW) от села Усть-Цильма, административного центра района. Абсолютная высота — 31 метр над уровнем моря.
Часовой пояс
Мыза, как и вся Республика Коми, находится в часовой зоне МСК (московское время). Смещение применяемого времени относительно UTC составляет +3:00.

## Население
| 2010 |
| ---- |
| 36   |

Гендерный состав
По данным Всероссийской переписи населения 2010 года в гендерной структуре населения мужчины составляли 55,6 %, женщины — соответственно 44,4 %.
Национальный состав
Согласно результатам переписи 2002 года, в национальной структуре населения русские составляли 86 % из 59 чел.

## Улицы
Уличная сеть деревни состоит из одной улицы (ул. Заречная).